# Camptostylus ovalis
Camptostylus ovalis är en tvåhjärtbladig växtart som först beskrevs av Daniel Oliver, och fick sitt nu gällande namn av Thomas Ford Chipp. Camptostylus ovalis ingår i släktet Camptostylus och familjen Achariaceae. Inga underarter finns listade i Catalogue of Life.